# Rizky Ramadhana
Rizky Dwi Ramadhana (sinh ngày 7 tháng 3 năm 1992, ở Palembang, South Sumatra) là một cầu thủ bóng đá người Indonesia hiện tại thi đấu cho Sriwijaya ở Indonesia Super League.

## Sự nghiệp
Ramadhana ra mắt cho Sriwijaya ngày 5 tháng 7 năm 2012, trong thắng lợi 2–1 trước Pelita Bandung Raya, thay cho Muhammad Ridwan ở phút bù giờ thứ 2.
Ramadhana ghi bàn thắng đầu tiên cho Elang Andalas ngày 5 tháng 9 năm 2014, trong vòng cuối của Indonesia Super League 2014 trong thất bại 3–2 trước Persib Bandung.

## Thống kê sự nghiệp

### Câu lạc bộ
Tính đến 5 tháng 3 năm 2015.
| Câu lạc bộ          | Mùa giải            | Giải vô địch           | Giải vô địch | Giải vô địch | Cúp Quốc gia | Cúp Quốc gia | Châu lục | Châu lục  | Khác    | Khác      | Tổng    | Tổng      |
| Câu lạc bộ          | Mùa giải            | Hạng đấu               | Số trận      | Bàn thắng    | Số trận      | Bàn thắng    | Số trận  | Bàn thắng | Số trận | Bàn thắng | Số trận | Bàn thắng |
| ------------------- | ------------------- | ---------------------- | ------------ | ------------ | ------------ | ------------ | -------- | --------- | ------- | --------- | ------- | --------- |
| Sriwijaya           | 2011–12             | Indonesia Super League | 1            | 0            | —            | —            | —        | —         | —       | —         | 1       | 0         |
| Sriwijaya           | 2013                | Indonesia Super League | 3            | 0            | —            | —            | —        | —         | —       | —         | 3       | 0         |
| Sriwijaya           | 2014                | Indonesia Super League | 15           | 1            | —            | —            | —        | —         | —       | —         | 15      | 1         |
| Sriwijaya           | 2015                | Indonesia Super League | 0            | 0            | 0            | 0            | —        | —         | —       | —         | 0       | 0         |
| Sriwijaya           | Tổng cộng           | Tổng cộng              | 15           | 1            | 0            | 0            | —        | —         | —       | —         | 15      | 1         |
| Tổng cộng sự nghiệp | Tổng cộng sự nghiệp | Tổng cộng sự nghiệp    | 15           | 1            | 0            | 0            | 0        | 0         | 0       | 0         | 15      | 1         |

## Danh hiệu

### Câu lạc bộ
Sriwijaya
- Indonesian Super League: 2011–12

Sriwijaya U-21
- Indonesia Super League U-21: 2012–13

### Cá nhân
- Cầu thủ xuất sắc nhất Indonesia Super League U-21: 2012–13
- Vua phá lưới Indonesia Super League U-21: 2012–13